# یادویگا پیوسودسکا
یادویگا پیوسودسکا-یاراچوسکا (لهستانی: jadˈviɡa pielˈsutska jaraˈtʂɛfska)، (۲۸ فوریه ۱۹۲۰ – ۱۶ نوامبر ۲۰۱۴) ستوان خلبان لهستانی بود که در طول جنگ جهانی دوم در سازمان کمکی حمل و نقل هوایی خدمت می‌کرد. او یکی از دو دختر یوزف پیلسودسکی بود.

## پیشینه
پیوسودسکا در ۲۸ فوریه ۱۹۲۰ در ورشو بدنیا آمد. پدرش مارشال یوزف پیلسودسکی، رئیس دولت لهستان طی سال‌های ۱۹۱۸ تا ۱۹۲۲ و دیکتاتور لهستان بین ساهای ۱۹۲۶ تا ۱۹۳۵ و مادرش الکساندرا شزربینسکا بود.
در سال ۱۹۳۷ پیوسودسکا پرواز با گلایدر را شروع کرد و گواهینامه خلبانی گرفت. وی در سال ۱۹۳۹ از دبیرستان فارغ‌التحصیل و در رشته مهندسی هواپیما در دانشگاه صنعتی ورشو مشغول تحصیل شد.
در سپتامبر ۱۹۳۹، لهستان توسط آلمان مورد حمله قرار گرفت و جنگ جهانی دوم آغاز شد پیوسودسکا به همراه مادر و خواهر بزرگترش، واندا، به لیتوانی گریخت و در نهایت به بریتانیا رفت. او تحصیلات خود را در سال ۱۹۴۰ از سر گرفت و در کالج نیونهام، دانشگاه کمبریج در رشته معماری فارغ‌التحصیل شد.

## خدمات نظامی
پیوسودسکا در ۱۹۴۱ گواهینامه خلبانی هواپیما گرفت و در ژوئیه ۱۹۴۲ با درجه افسر دوم پرواز به سازمان حمل و نقل هوایی پیوست. او با هواپیماهای نظامی غیرمسلح در آسمان بریتانیا در زمان جنگ پرواز کرد و به همراه آنا لسکا و باربارا ووتولانیس یکی از چندین زن لهستانی بود که در زمان جنگ خدمت می‌کردند.
او از سال ۱۹۴۴ تا ۱۹۴۶ برای حضور در دانشکده معماری لهستان، در دانشگاه لهستان خارج از کشور (مستقر در دانشگاه لیورپول)، و سپس در دوره برنامه‌ریزی شهری لیورپول از ۱۹۴۶ تا ۱۹۴۸ از خدمت نظامی خارج شد. در سال ۱۹۴۴، او با ستوان آندری یاراچفسکی، افسر نیروی دریایی لهستان ازدواج کرد. او دو فرزند داشت: کریستوفر جوزف و جین مری که بعدها با یانوش اونیشکیویچ، سیاستمدار لهستانی ازدواج کرد.

## بعد از جنگ
او از سال ۱۹۴۸ به عنوان معمار در شورای شهر لندن کار می‌کرد، در دهه ۱۹۶۰ او و همسرش مؤسسه معماری و شهرسازی خود را راه اندازی کردند.
به دلیل تسلط کمونیست‌ها در لهستان، او پس از جنگ به عنوان یک پناهنده سیاسی در انگلستان ماند. او هرگز تابعیت بریتانیا را نپذیرفت و از گذرنامه نانسن استفاده کرد که برای همه کشورهای جهان به جز لهستان معتبر بود. در سال ۱۹۹۰، با فروپاشی دولت کمونیستی، او به لهستان بازگشت و در ورشو زندگی کرد. او در ۱۶ نوامبر ۲۰۱۴ در ورشو در سن ۹۴ سالگی درگذشت.

## نشان افتخار
او دارای نشان صلیب شمشیردار لیاقت و نشان افتخار تولد لهستان بود.